# Ombrie Volley
Maillots
Le Umbria Volley est un club de volley-ball basé à San Giustino depuis 2010. Il a été fondé en 2001 à Pérouse sur les « cendres » du Trasimeno Sport Volley-ball et évolue au plus haut niveau national (Serie A1).

## Historique
- 2001 - Fondation du club Pérouse Volley
- 2002 - 2e en Serie A2 et promotion en Serie A1
- 2010 - Victoire en Challenge Cup. Le club est renommé en Umbria Volley

## Palmarès
- Challenge Cup : 2010

## Entraîneurs
- 2005 :  Piero Molducci
- 2008-2010 :  Vincenzo Di Pinto
- 31 mai 2009 - décembre 2009:  Andrea Sartoretti

## Effectif de la saison en cours
| No                                         | Nom                                        | Date de naissance                          | Taille                       | Poids                        | Poste                        |
| ------------------------------------------ | ------------------------------------------ | ------------------------------------------ | ---------------------------- | ---------------------------- | ---------------------------- |
| 1                                          | Simone Buti                                | 19 septembre 1983                          | 208                          | 98                           | Central                      |
| 3                                          | Adriano Paolucci                           | 11 février 1979                            | 190                          |                              | Passeur                      |
| 4                                          | Nemanja Petrić                             | 28 juillet 1987                            | 204                          | 86                           | Réceptionneur-attaquant      |
| 5                                          | Giuseppe Della Corte                       | 6 septembre 1992                           | 197                          |                              | Réceptionneur-attaquant      |
| 7                                          | Andrea Giovi                               | 19 août 1983                               | 185                          | 80                           | Libero                       |
| 8                                          | Konstantin Čupković                        | 2 janvier 1987                             | 202                          | 86                           | Réceptionneur-attaquant      |
| 9                                          | Rocco Barone                               | 14 décembre 1987                           | 200                          | 86                           | Central                      |
| 10                                         | Dore Della Lunga                           | 25 juillet 1984                            | 194                          | 75                           | Réceptionneur-attaquant      |
| 11                                         | Mihajlo Mitić                              | 17 septembre 1990                          | 200                          | 75                           | Passeur                      |
| 13                                         | Goran Vujević                              | 27 février 1973                            | 192                          | 94                           | Réceptionneur-attaquant      |
| 14                                         | Aleksandar Atanasijević                    | 4 septembre 1991                           | 200                          | 84                           | Attaquant                    |
| 15                                         | Fabio Fanuli                               | 10 février 1985                            | 190                          |                              | Libero                       |
| 17                                         | Andrea Semenzato                           | 12 septembre 1981                          | 208                          |                              | Central                      |
|                                            |                                            |                                            |                              |                              |                              |
| Encadrement technique                      | Encadrement technique                      |                                            | Légende                      | Légende                      | Légende                      |
| Entraîneur : Slobodan Kovač                | Entraîneur : Slobodan Kovač                | Entraîneur : Slobodan Kovač                | : Capitaine                  | : Capitaine                  | : Capitaine                  |
| Entraîneur(s) adjoint(s) : Carmine Fontana | Entraîneur(s) adjoint(s) : Carmine Fontana | Entraîneur(s) adjoint(s) : Carmine Fontana | : Joueur blessé actuellement | : Joueur blessé actuellement | : Joueur blessé actuellement |

| Équipe type : Ombrie Volley                                                                                |
| \| Mitić · # 11 Petrić · # 4 Buti · # 1 Atanasijević · # 14 Ćupković · # 8 Semenzato · # 17 Giovi · # 7 \| |
| Mitić · # 11 Petrić · # 4 Buti · # 1 Atanasijević · # 14 Ćupković · # 8 Semenzato · # 17 Giovi · # 7       |

| Mitić · # 11 Petrić · # 4 Buti · # 1 Atanasijević · # 14 Ćupković · # 8 Semenzato · # 17 Giovi · # 7 |

## Joueurs majeurs
- Juan Carlos Cuminetti  Italie/ Argentine (réceptionneur-attaquant, 2,02 m)
- Enrique De La Fuente  Espagne (réceptionneur-attaquant, 1,94)
- Guido Görtzen  Pays-Bas (réceptionneur-attaquant, 1,98 m)
- Osvaldo Hernandez  Cuba (réceptionneur-attaquant, 1,98 m)
- Martin Lebl  République tchèque (central, 2,01 m)
- Rafael Pascual  Espagne (réceptionneur-attaquant, 1,94 m)
- Sebastian Swiderski  Pologne (réceptionneur-attaquant, 1,96 m)
- Behnam Mahmoudi  Iran (Attaquant, 2,00 m)